# Radio Tashkent International
Radio Tashkent International, также известна как Междунаро́дное ра́дио Ташке́нта или Ташке́нтское междунаро́дное ра́дио (узб. Toshkent xalqaro radiosi / Тошкент халқаро радиоси), а также как Ра́дио Ташке́нт (англ. Radio Tashkent; узб. Toshkent radiosi / Тошкент радиоси) — начавшая вещание в 1947 году радиостанция, вещавшая в основном для зарубежных слушателей. Вещание радиостанции было прекращено 31 марта 2006 года. Являлась одной из крупнейших международных радиостанций СССР и Азии того периода, и крупнейшей радиостанцией Центральной Азии до своего закрытия.
«Международное радио Ташкента» начало вещание с 1947 года, как дополнение к «Радио Москва», которая вещала на зарубежную аудиторию на 70 языках. Город Ташкент являлся четвёртым по величине и численности населения городом СССР (после Москвы, Ленинграда и Киева), и крупнейшим городом советской Средней Азии и всей азиатской части СССР. «Радио Ташкента» обслуживало азиатский регион, и соответственно вещало в основном на языках, распространенных в Азии. По состоянию на 1975 год, радиостанция вещала 7 часов в сутки, на 7 языках: на английском, арабском (для арабоязычных на Ближнем Востоке и Аравийском полуострове), персидском (для персоязычных в Иране и Афганистане), уйгурском (для уйгуроязычных в Китае), урду (для урдуязычных в Пакистане), хинди (для хиндиязычных в Индии) и узбекском (для узбекской диаспоры за пределами СССР, живущих в основном в Афганистане, Пакистане и Китае) языках. Радиостанция никогда не вещала на русском языке.
После распада СССР и обретения независимости Узбекистаном в 1991 году, Radio Tashkent International стало главной международной радиовещательной сетью уже независимого Узбекистана. Время вещания радиостанции была увеличена, также увеличено количество языков вещания. В последние годы своего существования, Radio Tashkent International вещало 15 часов в сутки на коротких волнах, на 11 языках: на английском, арабском, дари, китайском, немецком, персидском, пушту, турецком, уйгурском, урду и хинди. В 2003 году был запущен сайт радиостанции, который был доступен на трех языках: на английском, русском и узбекском. Позднее было решено о закрытии радиостанции, и она перестала вещать 31 марта 2006 года.